# Julian Antonisz
Julian Antonisz, né Julian Józef Antoniszczak (né le 8 novembre 1941 à Nowy Sącz et mort le 31 janvier 1987 à Lubień) est un scénariste, réalisateur de films d'animation expérimentaux, compositeur et inventeur polonais.

## Biographie

### Éducation
Après avoir étudié la musique au lycée, Julian Antonisz étudie la physique à l'université Jagellonne de Cracovie. Puis, en 1965, il rejoint l'Académie des beaux-arts de Cracovie où il étudie la peinture et des arts graphiques ainsi que le cinéma sous la direction du réalisateur d'animation Kazimierz Urbański. Après son diplôme, il fonde avec Urbański ainsi qu'avec les artistes Ryszard Czekała, Jan January Janczak et Krzysztof Raynoch le Studio Miniatur Filmowych ("Studio de cinéma miniature") à Cracovie, rebaptisé par la suite Studio Filmów Animowanych ("Studio de film d'animation").

### Œuvre cinématographique
Son premier film, intitulé Fobia ("Phobie"), sorti en 1967 raconte l'histoire d'un jeune peintre troublé manquant d'inspiration. Ce film fût réalisé grâce à l'aide d'Urbański en partie sans caméra, mêlant des techniques variées comme la peinture, le grattage, ou encore le fait de brûler la pellicule directement. Son film suivant, W szponach sexu ("Dans les Griffes du sexe", 1969) est réalisé en prise de vue réelle, bien que de façon expérimentale, avec certains des passages colorisés à la main. Le film raconte l'histoire d'une jeune femme qui place une annonce matrimoniale dans un journal, mais qui ne parvient pas à tomber amoureuse des hommes qui lui répondent. Le film rencontra des difficultés à être mis en circulation à cause des thèmes abordés, notamment les conditions de vie précaires des personnages, sa distribution fût limitée.
Le court-métrage le plus reconnu s'intitule Jak działa jamniczek ("Comment fonctionne un Teckel", 1971), un film d'animation en technique mixte explorant les fonctionnements internes d'un teckel mécanique dans un style parodiant une vidéo éducative. La présentation du teckel est ensuite interrompue par un personnage écrasant le chien avec son pied, détruisant la machine, alors que la voix de la narration lui réclame d'arrêter, car le teckel est une machine complexe face à laquelle un ordinateur ne vaut rien. Ce film obtient en 1972 un prix au Festival international du film de Mannheim-Heidelberg ainsi qu'au Festival du film de Cracovie.
À partir de 1977, Antonisz ne réalise plus que des films sans caméra. Il sort cette année là son film Słońce – film bez kamery ("Soleil – film sans caméra") où il distribue au moment de la projection un document intitulé FILM GRAFICZNY NON-CAMERA ("FILM GRAPHIQUE SANS CAMÉRA"), également appelé Manifeste Non-Caméra. Ce manifeste marque le début du développement de sa technique d'animation sans caméra, qui donna à ses films leur style distinct et remarquable. Pour lui, l'abandon de la caméra « [Est] une chance de créer un film qui est une véritable œuvre d’art ! », contrairement à la « pitoyable photocopie » qu'implique l'utilisation d'une caméra. La technique de l'animation sans caméra existe déjà au moment de la publication de ce manifeste : Antonisz cite par exemple dans un entretien l'artiste écossais Norman McLaren comme une des influences de sa technique, bien qu'il affirme que son approche est encore plus innovante que la sienne.
C'est donc grâce à cette méthode que Antonisz réalise ses films suivants : Katastrofa (1977), Co widzimy po zamknięciu oczu i zatkaniu sobie uszu (1978), Dziadowski blues non camera, czyli nogami do przodu (1978), Ludzie więdną jak liście (1978), et Ostry film zaangażowany (1979), dans lequel l'artiste proteste contre la liquidation des kiosques à journaux à Cracovie. En 1981, Antonisz commence la réalisation des Polską Kronikę non-camerową, une série de faux documentaires animés sans caméra parodiant les Polska Kronika Filmowa ("Chroniques Cinématographiques Polonaises") officielles sur un ton cacophonique et coloré. Il produit 12 épisodes entre 1981 et 1987.
Antonisz décède le 31 janvier 1987 à l’âge de 45 ans dans une maison de vacances à Lubień, où il a été retrouvé par dessus son pantographe-animographe avec lequel il dessinait le treizième épisode. Son dernier film achevé s'intitule Światło w tunelu ("La Lumière dans le tunnel", 1985).

### Inventions
Antonisz fabriqua également plusieurs machines au cours de sa carrière. Certaines étaient conçues dans le but de réaliser ses films d'animation, comme le "Pantograf-animograf fazujący 24-kadrowy" ("Animographe de mise en phase du pantographe 24 images"). Cette machine était composée d'un pantographe à deux bras au bout desquels on pouvait dessiner, connecté à 24 aiguilles qui grattaient la pellicule. Le mécanisme de la machine était tel que les aiguilles permettaient de créer les images intermédiaires d'une action animée si l'on dessinait son début et sa fin simultanément avec les deux mains.
Il fabriqua d'autres machines comme par exemple le "Pantograf Animograf" ("Pantographe animographe"), la "Dźwiękownica unikalna żyletkowa" ("Machine sonore unique à lame de rasoir"), qui servait gratter directement la piste sonore optique de son film, ou encore le "Chropografu skaningowy" ("Texturegraphe à balayage"), qui permettait de graver à partir d'images des bandes rugueuses sur des morceaux de celluloïd afin de permettre à un public aveugle ou malvoyant de les lire.
Lors de l’exposition Antonisz: Technika jest dla mnie rodzajem sztuki (Antonisz : La Technologie est pour moi une forme d’art) en 2013 à la Galerie nationale d’art Zachęta à Varsovie, puis présentée au Musée National de Cracovie, ses films furent exposés aux côtés de ses machines, de fragments de son atelier et de ses carnets.
La fabrication d'outils ne se limitait pas qu'à sa pratique artistique. Il fabriqua par exemple lorsqu'il était encore étudiant une "voiture" à partir de deux vélos, ou encore des radios à partir de divers objets.

### Vie privée
Julian Antonisz est le frère du réalisateur et scénariste Ryszard Antoniszczak. Antonisz fut marié à Danuta Zadrzyńska, qui participa également à la réalisation de ses films, notamment en colorisant les images. Ses deux filles, Sabina et Malwina Antoniszczak, dirigent la Julian Antonisz Foundation afin de préserver l'œuvre artistique de leur père.

## Filmographie
| Année     | Titre |
| --------- | --- |
| 1967      | Fobia |
| 1969      | W szponach sexu |
| 1970      | Jak to się dzieje... |
| 1970      | Jak nauka wyszła z lasu |
| 1971      | Jak działa jamniczek |
| 1971      | Tysiąc i jeden drobiazgów |
| 1973      | Strachy na lachy |
| 1973      | Te wspaniałe bąbelki w tych pulsujących limfocytach                                                                                 |
| 1974      | Kilka praktycznych sposobów na przedłużenie sobie życia                                                                             |
| 1975      | Film o sztuce biurowej |
| 1975      | Bajeczka międzyplanetarna |
| 1976      | Film grozy |
| 1977      | Katastrofa |
| 1978      | Słońce – film bez kamery |
| 1978      | Ludzie więdną jak liście |
| 1978      | Dziadowski blues non-camera, czyli nogami do przodu                                                                                 |
| 1978      | Co widzimy po zamknięciu oczu i zatkaniu sobie uszu                                                                                 |
| 1979      | Ostry film zaangażowany |
| 1980      | Pan Tadeusz. Księga I. Gospodarstwo                                                                                                 |
| 1980      | Dokument animowany non-camera, czyli reżyser Krzysztof Gradowski o sobie                                                            |
| 1981–1986 | Polska Kronika Non-camerowa, nr 1–12                                                                                                |
| 1983      | Dodatkowe wole trawienne magistra Kiziołła                                                                                          |
| 1984      | Oberhausen, Duisburg, Düsseldorf, Dortmund, Hanower, Hamburg, czyli non-camerowy reportaż z podróży po Republice Federalnej Niemiec |
| 1985      | Czyżby wolny rynek w organizmie biologicznym?                                                                                       |
| 1986      | Światło w tunelu |